# Neocteniza sclateri
Espèce
Neocteniza sclateri est une espèce d'araignées mygalomorphes de la famille des Idiopidae.

## Distribution
Cette espèce est endémique du Guyana.

## Description
La femelle holotype mesure 16,56 mm.

## Étymologie
Cette espèce est nommée en l'honneur de William Lutley Sclater.

## Publication originale
- Pocock, 1895 : Descriptions of new genera and species of trap-door spiders belonging to the group Trionychi. Annals and Magazine of Natural History, sér. 6, vol. 16, p. 187-197 (texte intégral).